# Operatie Propere Handen
Operatie Propere Handen (officieel Operatie Zero) is een grootschalig onderzoek dat wordt gevoerd door het federaal parket naar witwaspraktijken, omkoping en matchfixing in het Belgisch voetbal.

## Geschiedenis
Eind 2017 startte het onderzoek. Het werk van de Belgische recherche kwam in de openbaarheid op 10 oktober 2018. 's Morgens verrichtten 184 agenten 44 huiszoekingen in het hele land, onder andere bij de voetbalclubs KRC Genk, Club Brugge, RSC Anderlecht, Standard Luik, KAA Gent, KV Oostende, KV Kortrijk en KSC Lokeren. Club Brugge-trainer Ivan Leko en ex-manager van RSC Anderlecht Herman Van Holsbeeck werden meegenomen voor verhoor, maar later weer vrijgelaten.
Ook in het buitenland (Frankrijk, Luxemburg, Cyprus, Montenegro, Servië en Macedonië) werden er huiszoekingen gehouden. Twee scheidsrechters uit de Eerste klasse A (Bart Vertenten en Sébastien Delferière) worden ervan verdacht zich te hebben laten omkopen en zijn ondertussen geschorst door de Koninklijke Belgische Voetbalbond. De mogelijke betrokkenheid van scheidsrechters bij het schandaal maakt het volgens sportjournalist Peter Vandenbempt "misschien nog erger dan de Zaak-Ye".
Het onderzoek spitst zich toe op twee matchen uit het seizoen 2017-18, namelijk Royal Antwerp FC – KAS Eupen (uitslag 2-0) op de voorlaatste speeldag en KV Mechelen – Waasland-Beveren (uitslag 2-0) op de laatste speeldag. Voetbalmakelaar Dejan Veljković zou stappen hebben ondernomen om KV Mechelen te behoeden voor de dreigende degradatie, en zo de uitslag van die matchen te beïnvloeden.
Op 17 oktober 2018 werd door Belgische media gemeld dat Olivier Myny bekend zou hebben voor de wedstrijd KV Mechelen - Waasland-Beveren benaderd te zijn om de uitslag van het duel te beïnvloeden. Op 22 oktober 2018 werd gemeld door de Belgische media dat Peter Maes was gearresteerd in het kader van het fraudeonderzoek. Dejan Veljković is de manager van Maes. Hij werd op 23 oktober voorgeleid bij de onderzoeksrechter.
Op 14 november 2018 voerde de politie zeven huiszoekingen uit in een onderzoek naar witwassen en onwettige aandeelhouderconstructies bij voetbalclub Royal Excel Moeskroen.
Op 20 november 2018 werd Dejan Veljković vrijgelaten onder strenge voorwaarden. Veljković zal in ruil voor strafvermindering belangrijke informatie verstrekken aan de speurders, en zo optreden als spijtoptant.
Op 20 februari 2019 werden weer verschillende personen verhoord, onder wie Patrick Janssens (oud-directeur KRC Genk), Herbert Houben (ex-voorzitter KRC Genk), Filip Aerden (financieel directeur KRC Genk), Roger Lambrecht (voorzitter KSC Lokeren) en opnieuw Peter Maes, die ook de nacht in de cel moest doorbrengen. 's Morgens werd Maes weer vrijgelaten onder voorwaarden. Uit de bekentenissen van Veljković bleek dat Maes jaarlijks honderdduizenden euro in het zwart kreeg uitbetaald.
In juni 2020 meldden speurders van het federaal parket zich bij Sporting Charleroi en Racing Genk. Ze vroegen de clubs om een aantal documenten. Daarbij was één rode draad: het waren stuk voor stuk dossiers waar Mogi Bayat bij betrokken was.
In november 2021 keurde de kamer van inbeschuldigingsstelling (KI) de deal van Veljković met het gerecht goed. Zo werd hij de eerste spijtoptant ooit in België.
Het Laatste Nieuws ontsloeg in december 2021 zijn chef voetbal Stephan Keygnaert naar aanleiding van het verschijnen van Veljkovic' boek, waarin sprake was van geschenken en transfercommissies aan de journalist. De naam van Keygnaert was in 2018 al gevallen, maar toen was hij na een tijdelijke schorsing weer in zijn functie hersteld.
In januari 2022 vroeg het federaal parket in een vordering om 57 van de oorspronkelijk 73 verdachten in het gerechtelijk onderzoek door te verwijzen naar de correctionele rechtbank. Het ging om 56 natuurlijke personen en een vennootschap die van valsheid in geschrifte, witwassen, matchfixing en lidmaatschap van een criminele organisatie verdacht werden. In december 2022 sloten tien van de verdachten een verruimde minnelijke schikking met het federaal parket. Die minnelijke schikking houdt in dat ze geen schuld bekennen en een boete betalen, waardoor ze niet voor de correctionele rechtbank verschijnen. Het ging om Bart Verhaeghe, Vincent Mannaert, Michel Louwagie, Matthias Leterme, Herbert Houben, Patrick Janssens, Herman Nijs, Filip Aerden en Paul Van der Schueren. In november dat jaar trof ook Erwin Lemmens een minnelijke schikking met het federaal parket, waardoor hij dezelfde maand als keeperstrainer van het Belgisch voetbalelftal kon meegaan naar het Wereldkampioenschap voetbal 2022.

## Beschuldigde personen
| Naam                     | Toenmalige rol                                                                                          | Tenlastelegging                                                            | Opmerkingen |
| ------------------------ | --- | -------------------------------------------------------------------------- | --- |
| Filip Aerden             | Financieel directeur KRC Genk                                                                           | Valsheid in geschrifte                                                     | Minnelijke schikking met federaal parket                                                                                    |
| Luc Anthonissen          | Bankdirecteur Belfius Genk                                                                              | Lid van criminele organisatie, valsheid in geschrifte                      | |
| Mehdi Bayat              | Directeur Royal Charleroi                                                                               | Valsheid in geschrifte, omkoping                                           | |
| Mogi Bayat               | Voetbalmakelaar                                                                                         | Valsheid in geschrifte                                                     | |
| Marija Bogojevska        | Vrouw van Dejan Veljković                                                                               | Lid van criminele organisatie, valsheid in geschrifte                      | |
| An Bruyndonckx           | Partner Peter Maes                                                                                      | Valsheid in geschrifte, witwassen                                          | |
| Philippe Collin          | Secretaris-generaal RSC Anderlecht en voorzitter Technische Commissie Koninklijke Belgische Voetbalbond | Valsheid in geschrifte                                                     | |
| Glen De Boeck            | Trainer                                                                                                 | Omkoping                                                                   | |
| Dirk Degraen             | Directeur KRC Genk                                                                                      | Valsheid in geschrifte                                                     | |
| François De Keersmaecker | Voorzitter Koninklijke Belgische Voetbalbond                                                            | Valsheid in geschrifte                                                     | |
| Sébastien Delferière     | Scheidsrechter                                                                                          | Wedstrijdvervalsing                                                        | Zou op de geschillencommissie van de voetbalbond, op vraag van Veljkovic, de beslissing over Sofiane Hanni beïnvloed hebben |
| Luc Denteneer            | Sportief verantwoordelijke OH Leuven                                                                    | Valsheid in geschrifte                                                     | |
| Laurent Denis            | Ex-advocaat van RSC Anderlecht                                                                          | Valsheid in geschrifte                                                     | Advocaat van Bayat, eerder genoemd in een vergelijkbaar omkopingsschandaal (Zaak-Ye) in 2005 Voetbalmakelaar                |
| Luc Devroe               | Directeur KSV Roeselare, KV Oostende en RSC Anderlecht                                                  | Valsheid in geschrifte, omkoping                                           | Voetbalmakelaar |
| Yannick Ferrera          | Trainer                                                                                                 | Omkoping                                                                   | |
| Pierre-Yves Hendrickx    | Administratief directeur Royal Charleroi                                                                | Valsheid in geschrifte                                                     | |
| Herbert Houben           | Voorzitter KRC Genk                                                                                     | Valsheid in geschrifte                                                     | Minnelijke schikking met federaal parket                                                                                    |
| Dirk Huyck               | Voorzitter Waasland-Beveren                                                                             | Valsheid in geschrifte, wedstrijdvervalsing                                | |
| Ugljesa Jankovic         | Broer van Uros Jankovic                                                                                 | Lid van criminele organisatie, valsheid in geschrifte, wedstrijdvervalsing | |
| Uros Jankovic            | Zakenpartner van Dejan Veljković                                                                        | Lid van criminele organisatie, valsheid in geschrifte, wedstrijdvervalsing | |
| Patrick Janssens         | Algemeen directeur KRC Genk                                                                             | Valsheid in geschrifte                                                     | Minnelijke schikking met federaal parket                                                                                    |
| Roger Lambrecht          | Voorzitter KSC Lokeren                                                                                  | Valsheid in geschrifte                                                     | |
| Ivan Leko                | Trainer Club Brugge                                                                                     | Omkoping                                                                   | |
| Erwin Lemmens            | Keeperstrainer Koninklijke Belgische Voetbalbond                                                        | Valsheid in geschrifte, witwassen                                          | Schuldig, berechting afgekocht                                                                                              |
| Mattias Leterme          | Manager KV Kortrijk                                                                                     | Valsheid in geschrifte                                                     | Minnelijke schikking met federaal parket                                                                                    |
| Lazo Liposki             | Technisch directeur van Anzji Machatsjkala                                                              | Lid van criminele organisatie, valsheid in geschrifte, omkoping            | Macedonisch voetbalmanager                                                                                                  |
| Michel Louwagie          | Directeur KAA Gent                                                                                      | Valsheid in geschrifte                                                     | Minnelijke schikking met federaal parket                                                                                    |
| Peter Maes               | Trainer KSC Lokeren                                                                                     | Valsheid in geschrifte, witwassen                                          | |
| Evert Maeschalck         | Voetbalmakelaar                                                                                         | Wedstrijdvervalsing                                                        | |
| Vincent Mannaert         | Manager Club Brugge                                                                                     | Valsheid in geschrifte                                                     | Minnelijke schikking met federaal parket                                                                                    |
| Steven Martens           | Secretaris-generaal Koninklijke Belgische Voetbalbond                                                   | Valsheid in geschrifte                                                     | |
| Walter Mortelmans        | Voetbalmakelaar                                                                                         | Wedstrijdvervalsing                                                        | |
| Herman Nijs              | Directeur KRC Genk                                                                                      | Valsheid in geschrifte                                                     | Minnelijke schikking met federaal parket                                                                                    |
| Christian N’Sengi-Biembe | Technisch directeur Congolese Voetbalbond                                                               | Valsheid in geschrifte                                                     | |
| André Opgenhaffen        | Secretaris Waasland-Beveren                                                                             | Valsheid in geschrifte                                                     | |
| Olivier Renard           | Sportief directeur Standard Luik en Royal Antwerp                                                       | Valsheid in geschrifte, omkoping                                           | |
| Melchior Roosens         | Voorzitter Waasland-Beveren                                                                             | Valsheid in geschrifte                                                     | |
| Dragan Siljanoski        | Voetbalmakelaar                                                                                         | Lid van criminele organisatie, witwassen, omkoping                         | |
| Olivier Somers           | Hoofdaandeelhouder KV Mechelen                                                                          | Valsheid in geschrifte, wedstrijdvervalsing                                | |
| Thierry Steemans         | Financieel directeur KV Mechelen                                                                        | Lid van criminele organisatie, valsheid in geschrifte, wedstrijdvervalsing | Zou zwart geld gekregen hebben bij verschillende transfers; zou factuurfraude opgezet hebben                                |
| Herman Stijlemans        | Sportief manager KSC Lokeren en KV Mechelen                                                             | Valsheid in geschrifte, omkoping                                           | |
| Olivier Swolfs           | Financieel directeur Waasland-Beveren                                                                   | Valsheid in geschrifte, wedstrijdvervalsing                                | |
| Nedzad Tanovic           | Directeur b2bhint, zakenpartner van Dejan Veljković                                                     | Lid van criminele organisatie, valsheid in geschrifte                      | |
| Johan Timmermans         | Voorzitter KV Mechelen                                                                                  | Valsheid in geschrifte, wedstrijdvervalsing                                | |
| Thomas Troch             | Voetbalmakelaar                                                                                         | Wedstrijdvervalsing                                                        | |
| Patrick Turcq            | Manager KV Kortrijk en AA Gent                                                                          | Valsheid in geschrifte                                                     | |
| Johan Van Biesbroeck     | CEO RSC Anderlecht                                                                                      | Valsheid in geschrifte                                                     | |
| Paul Van der Schueren    | CEO OH Leuven                                                                                           | Valsheid in geschrifte                                                     | Minnelijke schikking met federaal parket                                                                                    |
| Ronny Van Geneugden      | Trainer OH Leuven en Waasland-Beveren                                                                   | Omkoping                                                                   | |
| Herman Van Holsbeek      | Manager RSC Anderlecht                                                                                  | Valsheid in geschrifte, omkoping                                           | Voetbalmakelaar. Zou zwart geld en luxehorloges hebben ontvangen bij transfers. Factuurfraude, fraude met spelersattesten   |
| Stefaan Vanroy           | Sportief directeur KV Mechelen                                                                          | Valsheid in geschrifte, wedstrijdvervalsing                                | |
| Branko Veljković         | Vader van Dejan Veljković                                                                               | Lid van criminele organisatie, valsheid in geschrifte, omkoping            | |
| Goran Veljković          | Oprichter firma Montenegro, broer van Dejan Veljković                                                   | Lid van criminele organisatie, valsheid in geschrifte                      | |
| Bruno Venanzi            | Voorzitter Standard Luik                                                                                | Valsheid in geschrifte                                                     | |
| Bart Verhaeghe           | Voorzitter Club Brugge                                                                                  | Valsheid in geschrifte                                                     | Minnelijke schikking met federaal parket                                                                                    |
| Bart Vertenten           | Scheidsrechter                                                                                          | Wedstrijdvervalsing                                                        | Zou tijdens de wedstrijd Antwerp-Eupen op 3 maart 2018 Eupen bewust benadeeld hebben                                        |

De volgende personen zijn in verdenking gesteld en vrijgelaten:
- Fabien Camus (voetballer). Verdacht van: lid van criminele organisatie en witwassen[16]
- Frank Dekeyser (journalist). Verdacht van: lid van criminele organisatie en omkoping
- Stijn Joris (journalist). Verdacht van: lid van criminele organisatie en omkoping
- Ivan Leko (trainer Club Brugge). Verdacht van: witwassen
- Karim Mejjati (voetbalmakelaar). Verdacht van: witwassen
- Olivier Myny (voetballer). Verdacht van: lid van criminele organisatie en omkoping
- David Van den Broeck (journalist). Verdacht van: lid van criminele organisatie en omkoping
- Dejan Veljković (voetbalmakelaar). Verdacht van: lid van criminele organisatie, witwassen, omkoping en wedstrijdvervalsing

De volgende personen worden verdacht en gezocht door justitie:
- Mateja Kežman (voormalig PSV-spits en eigenaar van het makelaarskantoor waar onder anderen Dejan Veljković voor werkt). Verdacht van: witwassen[17]